# Sweet Talker
Sweet Talker (с англ. — «Льстец») — третий студийный альбом британской певицы Джесси Джей. Альбом издан 13 октября 2014 года на лейблах Lava Records и Island Records. Певица работала над ним с массой музыкантов, включая рэперов 2 Chainz и Ники Минаж, певицей Арианой Гранде, хип-хоп группой De La Soul и скрипачкой Линдси Стирлинг. Среди продюсеров числятся The-Dream, Дипло, Трики Стюарт, Макс Мартин и Ammo. Также это первый альбом Джесси Джей, в который вошли песни не написанные самой певицей.
Релиз альбома предшествовал выпуск лид-сингл «Bang Bang» (при участии Арианы Гранде и Ники Минаж), критически воспринятый музыкальными критиками. Он стал хитом во всем Мире, возглавив чарт Великобритании, вошёл в топ-10 чартов Австралии, Канады, Дании, Новой Зеландии и добравшись до 3-й строчки в чарте США, став самым успешным синглом Джесси Джей. Третий сингл, «Masterpiece», получил признание в некоторых странах, войдя в топ-10 чартов Германии, Швейцарии и Австрии и в топ-20 чартов Австралии и Новой Зеландии.
Сам альбом получил в целом смешанные отзывы от музыкальных критиков, некоторые из которых высоко оценили вокальное исполнение Джесси, уверенность в себе и продакшн.

## Об альбоме
После выпуска своего второго студийного альбома «Alive» 22 сентября 2013 года в Великобритании, Джесси Джей заявила, что американская версия альбома будет выпущена позднее в том же году, однако, релиз был отменен, потому что её американский лейбл не считал, что у альбома будет коммерческий успех в США. Затем, по слухам, началась запись песен для переиздания альбома в США, в том числе с продюсером Фарреллом Уильямсом и вскоре Джесси сообщила, что американская версия альбома должна выйти в 2014 году. Осенью был анонсирован совместный тур с Робином Тиком, включающий в себя 15 концертов в США. Но планам не суждено было состояться, после отмены переиздания альбома, в январе 2014 года было объявлено об отмене тура с Тиком, чтобы сконцентрироваться на работе над будущим альбомом.
Первые песни с нового альбома, а именно «Ain’t Been Done», «Keep Us Together», «Sweet Talker» и «You Don’t Really Know Me» были исполнены на фестивале Rock in Rio Lisbon — 1 июня 2014 года. 31 июля 2014 года, в день премьеры лид-сингла «Bang Bang», Джесси исполнила акустическую версию песни на утреннем радиошоу Элвиса Дюрана в Нью-Йорке. Первое выступление на телевидение состоялось на церемонии MTV Video Music Awards 2014, где Джесси, Ариана Гранде и Ники Минаж исполнили сингл вместе, во время номера-открытия церемонии. В августе, был опубликован отрывок совместного сингла с рэпером 2 Chainz, песни «Burnin' Up». 22 сентября 2014 года, Джесси Джей выступила на iTunes Festival в Лондоне, где исполнила песни из своего предстоящего альбома, а именно: «Sweet Talker», «Your Loss I’m Found», «Keep Us Together», «You Don’t Really Know Me», «Ain’t Been Done», «Burnin' Up» и «Bang Bang». 30 сентября 2014, состоялась премьера первого промосингла, песни «Personal», а неделей спустя вышли «Ain’t Been Done» и «Masterpiece».

## Синглы
Лид-сингл с альбома, «Bang Bang» с участием Ariana Grande и Nicki Minaj, был выпущен 29 июля 2014 года на лейблах Lava Records и Republic Records. С коммерческой точки зрения, сингл стал мировым хитом, дебютировав под номером 6 в американском чарте Billboard Hot 100, и в конечном итоге достигнув 3-й строчки, что сделала его самым успешным синглом Джесси в США. Он также вошёл в топ-10 в Канаде, Австралии и Новой Зеландии.
19 сентября Джесси объявила в инстаграме, что её вторым синглом стала песня «Burnin' Up» при участии 2 Chainz. Релиз сингла состоялся 23 сентября на iTunes, но уже 22 сентября песня была слита в интернет. Несмотря на планы по выпуску сингла в Великобритании, менеджменту Джесси Джей не удалось выпустить его на радио и в качестве цифрового сингла.
«Masterpiece» стал третьим синглом с альбома. Первоначально выпущенный 7 октября 2014 года в качестве промосингла, премьера видеоклипа состоялась 10 декабря 2014, началась промо-кампания по продвижению в качестве официального сингла. Сингл планировалось добавить в ротацию британских радиостанций 23 марта 2015, но этого не случилось. Несмотря на попытки поклонников помочь синглу попасть как можно выше в чарте Великобритании, трек только достиг 159 строчки.

## Коммерческий прием
В США, «Sweet Talker» дебютировал в чарте Billboard 200 на десятой строчке, с продажами 25 000 копий в первую неделю. Несмотря на падение и более низкие продажи, чем у альбома «Who You Are», «Sweet Talker» стал первым альбомом Джесси Джей вошедшим в топ-10 чарта Америки. В Великобритании «Sweet Talker» дебютировал на пятой строчке с продажами 16 733 копии и вскоре получил серебряную сертификацию за 60 000 проданных копий. Альбом провел четыре недели в топ-40 UK Albums Chart, что значительно меньше, чем у предыдущих альбомов «Alive» и «Who You Are».

## Список композиций
| №                   | Название                                             | Автор(ы) | Продюсер(ы)                        | Длительность |
| ------------------- | ---------------------------------------------------- | --- | ---------------------------------- | ------------ |
| 1.                  | «Ain't Been Done»                                    | Дэвид Гамсон, Эмили Уоррен, Скотт Харрис                                                                                  | Дэвид Гамсон                       | 3:00         |
| 2.                  | «Burnin' Up (при участии 2 Chainz)»                  | Джессика Корниш, Андреас Шуллер, Эрик Фредерик, Хлоя Анджелидес, Якоб Кашер, Рикард Хёранссон, Гамаль Льюис, Tauheed Epps | Axident, Рики Рид                  | 3:40         |
| 3.                  | «Sweet Talker»                                       | Корниш, Alessia De Gasperis Brigante, Yonatan Ayal, Maxime Picard, Clément Picard, Томас Пенц                             | Дипло, The Picard Brothers         | 3:42         |
| 4.                  | «Bang Bang (при участии Арианы Гранде и Ники Минаж)» | Макс Мартин, Хёранссон, Саван Котеха, Оника Мараж                                                                         | Мартин, Хёранссон, Илья Салманзаде | 3:19         |
| 5.                  | «Fire»                                               | Стив Букер, Джон Ньюмен                                                                                                   | Букер                              | 3:56         |
| 6.                  | «Personal»                                           | Эль Варнер, Дженна Эндрюс, Уильям Виик Ларсен                                                                             | Will IDAP                          | 3:54         |
| 7.                  | «Masterpiece»                                        | Джош Александер, Britt Burton, Уоррен                                                                                     | Александер                         | 3:40         |
| 8.                  | «Seal Me with a Kiss (при участии De La Soul)»       | Корниш, Эндрю Вансел, Уоррен Фелдер, Джордж Клинтон, Филиппе Винн, Келвин Мерсер, Дэвид Джоликоер                         | Pop и Oak                          | 3:53         |
| 9.                  | «Said Too Much»                                      | Корниш, Джонас Джеберг, Шон Дуглас, Джейсон Эвиган                                                                        | Джеберг                            | 3:34         |
| 10.                 | «Loud (при участии Линдси Стирлинг)»                 | Териус Нэш, Трики Стюарт                                                                                                  | Godz of Analog, Нэш, Стюарт        | 4:33         |
| 11.                 | «Keep Us Together»                                   | Луис Бьянканиелло, Севин Стритер, Stepan Taft, Кори Руни, Райан Войтесак                                                  | Бьянканиелло, Lifted, Войтесак     | 3:49         |
| 12.                 | «Get Away»                                           | Корниш, Стив Мак, Вейн Гектор                                                                                             | Мак, Кук Харрелл                   | 3:50         |
| Общая длительность: | Общая длительность:                                  | Общая длительность: | Общая длительность:                | 44:50        |

| №                   | Название                   | Автор(ы)                                                                   | Продюсер(ы)         | Длительность |
| ------------------- | -------------------------- | -------------------------------------------------------------------------- | ------------------- | ------------ |
| 13.                 | «Your Loss I'm Found»      | Корниш, Hidde Huijsman, Massimo Cacciapuoti, Харрел, Michel van der Zanden | The DFRNS, Харрел   | 3:37         |
| 14.                 | «Strip»                    | Корниш, Джошуа Колеман, Клод Келли                                         | Ammo                | 3:33         |
| 15.                 | «You Don't Really Know Me» | Корниш, Льюис Аллен                                                        | Харрел              | 3:55         |
| Общая длительность: | Общая длительность:        | Общая длительность:                                                        | Общая длительность: | 55:55        |